# Sh2-27
Sh2-27 è una nebulosa a emissione visibile nella costellazione dell'Ofiuco.
Si trova nella parte sudoccidentale dell'Ofiuco, al confine con la sezione più settentrionale dello Scorpione; la sua individuazione è semplificata dalla presenza della sua stella centrale, ζ Ophiuchi, che essendo di seconda magnitudine è ben visibile ad occhio nudo anche nelle notti meno buie. Sebbene la posizione della nube sia facile da individuare, la sua osservazione è resa difficoltosa dalla sua debolezza. Il periodo più indicato per la sua osservazione nel cielo serale è compreso fra maggio e settembre; mentre la sua posizione a breve distanza dall'equatore celeste fa sì che sia ben visibile da quasi tutte le aree popolate della Terra.
Si tratta della tenue nube che circonda la stella ζ Ophiuchi, una stella fuggitiva la cui origine è da ricercarsi all'interno dell'Associazione di Antares, un'associazione OB che comprende le stelle azzurre luminose costituenti la "testa" dello Scorpione. La nube, composta da idrogeno ionizzato, ha una forma ellittica allungata in senso est-ovest e avvolge per intero la stella ad essa associata; la parte settentrionale della nube è la più luminosa e si presenta di aspetto filamentoso. La distanza della nube è stimata attorno ai 170 parsec (circa 550 anni luce).